# スパイダーウーマン (アニメ)
スパイダーウーマン（Spider-Woman）とは、マーベル・コミックの同名のキャラクターをベースにしたアメリカ合衆国のテレビアニメ。本作はディパティエ・フレレング・エンタープライズとマーベル・コミックス・アニメーションが製作し、1979年9月22日から1980年1月5日までABCで放送された。日本での放送は不明。

## キャラクター
ジェシカ・ドリュー/スパイダーウーマン
声 - ジョン・ヴァン・アーク（原語版）
本作の主人公。彼が幼い頃にケースの中に住んでいた毒蜘蛛に噛まれたが、科学者の父が「スパイダー・セラム」を注入してくれたおかげで命をとりとめている。
ジェフ・ハント
声 - ブルース・ミラー（原語版）
カメラマンの男性
ビリー・ドリュー
声 - ブライアン・スコット（原語版）
ジェシカの甥でジェシカのことはジェシカおばさんと言っている。
ミラー
声 - ラリー・キャロル（原語版）
探偵さん
ポリス・チーフ
声 - ルー・クルーグマン（原語版）
ニューヨーク警察の警察長
ピーター・パーカー/スパイダーマン
声 - ポール・ソールズ
第1話でゲストとして登場、ポールは1960年代のテレビアニメシリーズでも担当している。
キングピン
声 - 不明（原語版）
オープニングの解説者
ディック・トゥフェルド
ジェシカの秘密をオープニングで語っている。

## エピソード一覧
| # | サブタイトル | 原題                         | 放送日         |
| --- | ------------ | ---------------------------- | -------------- |
| 1 |              | Pyramids of Terror           | 1979年9月22日  |
| ミイラのクフは、エイリアンを使ってエジプトを侵略しようと企んでいる。スパイダーマン、ジェフ、ビリーが拘束され、ジェシカは3人を救うためにスパイダーウーマンに大変身。 |              |                              |                |
| 2 |              | Realm of Darkness            | 1979年9月29日  |
| 最強の悪魔 ドルマームが太平洋の島に現れ、人々を奴隷にしようと目論む。 |              |                              |                |
| 3 |              | The Amazon Adventure         | 1979年10月6日  |
| フォートノックスから現金が盗まれてしまった。ジャスティスマガジンの3人は、アマゾン川に行ってリーダーのシャナに会う。 |              |                              |                |
| 4 |              | The Ghost Vikings            | 1979年10月13日 |
| 幽霊と言われしバイキング船がノルウェー沖にて到着。その船の乗組員は、世界の財宝を盗んでから元の時代に帰ろうと計画を立てる。そんな彼らをやっつけるためにスパイダーウーマンは、西暦952年の世界へタイムスリップするのだった。 |              |                              |                |
| 5 |              | The Kingpin Strikes Again    | 1979年10月20日 |
| キングピンとその子分が夜の街で銀行を襲撃。そんな彼らを許さず倒すスパイダーウーマンだが、彼の手下に拘束されてしまい、キングピンに財産を取られてしまう。恥をかかされたスパイダーウーマンは、ジェシカ・ドリューとしてキングピンに仕返しをするために悪意を持った記事をとことん書き上げる。記事の内容を見て怒りを放つキングピンは、透明光線を盗んでジェシカ・ドリューに復讐しようと透明人間になった。すると彼は、ジェシカがスパイダーマンに変身するのを見て、脅迫を考えるようになった。 |              |                              |                |
| 6 |              | The Lost Continent           | 1979年10月27日 |
| バミューダトライアングルで空軍機が行け不明になり、ジャスティスマガジンのチームが捜査に乗り出した。とことなく調べてみると、恐竜たちが地球を乗っ取る謎の空間に投げ出されていたことに気づいたのだった。 |              |                              |                |
| 7 |              | The Kongo Spider             | 1979年11月3日  |
| ジャスティスマガジンのメンバーたちが映画撮影の取材をしている最中に巨大クモが現れ、スタッフたちが大混乱を起こす。 |              |                              |                |
| 8 |              | Games of Doom                | 1979年11月10日 |
| モスクワ世界陸上競技大会 開催当日、出場選手が何者かに連れ去られ、代わりにアンドロイドに入れ替わる。ジェシカは走り幅跳びの選手として競技大会に潜入し、調査を実行する。 |              |                              |                |
| 9 |              | Shuttle to Disaster          | 1979年11月17日 |
| ジャスティスマガジンのチームは、ハイジャックされたスペースシャトルで月までひとっとび。そこではスティール・ジョーという悪者が人々を奴隷にし、彼らに宝石採取の仕事をさせようと企てる。 |              |                              |                |
| 10 |              | Dracula's Revenge            | 1979年11月24日 |
| 世界中の人々は、ドラキュラ伯爵、オオカミ男、フランケンといった怪物に化けられるのを怖がる。後ろにドラキュラ伯爵がいないか、スパイダーウーマンは突き止める。 |              |                              |                |
| 11 |              | The Spider-Woman and the Fly | 1979年12月1日  |
| ジェシカは、お父さんと一緒に研究していた助手のヘーゲル博士に会う。彼は実験室で大失敗を起こし、ハエになってしまった。彼女の正体を知った博士は、ジェシカからクモのパワーを奪うための薬品を発明する。 |              |                              |                |
| 12 |              | Invasion of the Black Hole   | 1979年12月8日  |
| グラビトン星の宇宙人が現れ、地球をブラックホールに陥れる。 |              |                              |                |
| 13 |              | The Great Magini             | 1979年12月15日 |
| 魔術師グレート・マジーニは、世界で有名な観光地を盗もうと企んでいる。 |              |                              |                |
| 14 |              | A Crime in Time              | 1979年12月22日 |
| ウーキーのような怪物がタイムマシンで犯罪を起こし、スパイダーウーマンの正体を明かそうとする。 |              |                              |                |
| 15 |              | Return of the Spider-Queen   | 1979年12月29日 |
| スパイダー・クイーンの復活により、スパイダーウーマンがクモの宇宙人に洗脳されてしまう。 |              |                              |                |
| 16 |              | The Deadly Dream             | 1980年1月5日   |
| 宇宙人は、催眠術を使って世界を脅威と化す。 |              |                              |                |

## ホームメディア

### VHS・DVD
アメリカでは1982年に、幾つかのエピソードを収録したおよそ100分のVHSテープがリリースされた。3本のエピソードは、1980年代半に「マーベル・コミックス・ビデオ・ライブラリ」のVHSシリーズの一部として初リリースされた。第6巻、第13巻、第23巻には、それぞれスパイダーウーマンのエピソード「The Spider-Woman and the Fly」、「Games of Doom」、「Pyramids of Terror」が含まれている。第6巻は1991年に再リリースされた（ボーナスエピソードとして収録された「スパイダーマン」を除く）後。2008年に「Spider-Woman vs.The Fly」という題でDVDがリリースされた。
2008年には、リベレーション・エンターテインメントにて本作のDVD（リージョン2）をリリースする予定だったが、破産されたためリリースされなかった。その後、2009年7月20日にリージョン2の2枚組DVDがClear Vision（クリア・ビジョン）にてリリースされた。

### ネット配信
アメリカのDisney+では2019年11月12日より配信開始。日本での配信は未定。